# Oumar N’Diaye (Fußballspieler, 1985)
Oumar N’Diaye (* 22. Juli 1985 in Mantes-la-Jolie) ist ein mauretanischer ehemaliger Fußballspieler.

## Karriere

### Verein
Von 2004 bis 2006 spielte er bei USON Mondeville und wechselte anschließend zum SM Caen, wo er vorrangig in der zweiten Mannschaft eingesetzt wurde, aber auch zu fünf Einsätzen in der ersten Mannschaft kam. 2008 wurde er zum Vannes OC ausgeliehen und bestritt dort 19 Spiele. 2010 wechselte er zu UJA Alfortville und 2011 wieder zurück zu Vannes OC, diesmal als fester Spieler. Seit 2013 spielt er beim FC Mantes.

### Nationalmannschaft
N’Diaye wurde in Frankreich geboren, entschied sich aber, für das Heimatland seiner Eltern Mauretanien zu spielen und gab sein Debüt am 8. September 2013 bei einem Freundschaftsspiel gegen Kanada, das Spiel endete mit 0:0. Er agierte auch als Kapitän der Nationalmannschaft.